# Omloop van het Waasland 2014
De 50e editie van de Belgische wielerwedstrijd Omloop van het Waasland vond plaats op 16 maart. De start en finish vonden plaats in Kemzeke. De winnaar was de Italiaan Danilo Napolitano, gevolgd door Antoine Demoitié en Tom Devriendt.

## Uitslag
| Omloop van het Waasland 2014 |                     |                             |          |
| Plaats                       | Naam                | Ploeg                       | Tijd     |
| Winnaar                      | Danilo Napolitano   | Wanty - Groupe Gobert       | 4u09'22" |
| 2                            | Antoine Demoitié    | Wallonie - Bruxelles        | z.t.     |
| 3                            | Tom Devriendt       | Team 3M                     | z.t.     |
| 4                            | Alexander Krieger   | Team Stuttgart              | z.t.     |
| 5                            | Michael Van Staeyen | Topsport Vlaanderen-Baloise | z.t.     |
| 6                            | Julien Stassen      | Wallonie-Bruxelles          | z.t.     |
| 7                            | Edward Theuns       | Topsport Vlaanderen-Baloise | z.t.     |
| 8                            | Gorik Gardeyn       | Veranclassic Dolticini      | z.t.     |
| 9                            | Christophe Noppe    | EFC-Omega Pharma-QuickStep  | z.t.     |
| 10                           | Wout Franssen       | An Post-Chain Reaction      | z.t.     |

1965 · 1966 · 1967 · 1968 · 1969 · 1970 · 1971 · 1972 · 1973 · 1974 · 1975 · 1976 · 1977 · 1978 · 1979 · 1980 · 1981 · 1982 · 1983 · 1984 · 1985 · 1986 · 1987 · 1988 · 1989 · 1990 · 1991 · 1992 · 1993 · 1994 · 1995 · 1996 · 1997 · 1998 · 1999 · 2000 · 2001 · 2002 · 2003 · 2004 · 2005 · 2006 · 2007 · 2008 · 2009 · 2010 · 2011 · 2012 · 2013 · 2014 · 2015 · 2016 · 2017 · 2018 · 2019 · 2020 · 2021 · 2022 · 2023 · 2024